# بازی بچگانه ۲
بازی بچگانه ۲  (به انگلیسی: Child's Play 2) یک فیلم ترسناک به کارگردانی جان لافیا و نویسندگی دن مانچینی است. این فیلم دنباله فیلم بازی بچگانه محصول سال ۱۹۸۸ است. در این فیلم اشخاصی همچون آلکس وینسنت، گریت گراهام، جنی اگاتر و کریستین الیز ایفای نقش کردند و براد دوریف صداپیشه شخصیت چاکی بود. این دومین فیلم از فرنچایز بازی بچگانه می‌باشد.

## داستان
دو سال پس از اتفاقات نخست، شرکت Play Pals که عروسک‌های Good Guy را تولید می‌کند، پس از تبلیغات منفی توسط اندی بارکلی، عروسکی که چارلز تسخیرش کرده بود را از پلیس می‌گیرد و آن را بازسازی می‌کند تا به سهامداران خود اطمینان دهد که واقعاً هیچ مشکلی در این عروسکها وجود ندارد، در طول این فرایند بازسازی، یکی از کارگران خط مونتاژ را برق می‌گیرد و می‌میرد، آقای سالیوان، مدیر اجرایی شرکت، به دستیارش «ماتسون» دستور می‌دهد تا این حادثه را پنهان کند و چاکی را از بین ببرد، غافل از اینکه بازسازی او باعث شده دوباره زنده شود.
در همین حال، اندی بارکلی که اکنون هشت ساله است، از زمان قتل‌ها تحت سرپرستی بوده و مادرش به خاطر پشتیبان‌گیری از داستان دربارهٔ عروسک قاتل در مرکز رواندرمانی به سر می‌برد، اندی اکنون با والدینی به نام فیل و جوآن سیمپسون زندگی می‌کند که آنها نیز «کایل»، یک دختر نوجوان باهوش بدبین و خیابانی را پرورش می‌دهند، چاکی با استفاده از تلفن متسون با «گریس پول»، مدیر مرکز پرورش اندی، تماس می‌گیرد و دروغکی می‌گوید عمویش است و می‌خواهد به او سر بزند و آدرسش را می‌گیرد، سپس چاکی متسون را گروگان می‌کند و مجبورش می‌کند به آدرس برود و وقتی می‌رسد او را به قتل می‌رساند.
چاکی به خانه جدید اندی می‌رود و در آنجا یک good guy دیگر به نام «تامی» پیدا می‌کند و آن را در حیاط خانه دفن می‌کند و آوازی می‌خواند که اگر بمیرد روحش به آن منتقل شود، آن شب چاکی اندی را به تختش می‌بندد، اما کایل قبل از اینکه بتواند آواز وودو را برای تسخیر او کامل کند وارد اتاق می‌شود کایل اظهارات اندی در مورد چاکی را باور نمی‌کند، در حالی که فیل و جوآن کایل را مقصر می‌دانند و چاکی را به زیرزمین می‌اندازند، چاکی بعد از خونریزی بینی متوجه می‌شود در حال تبدیل شدن به انسان است، روز بعد چاکی مخفیانه اندی را به مدرسه تعقیب می‌کند و تکالیف او را خراب می‌کند، در نتیجه اندی توسط معلمش خانم کلترول تنبیه می‌شود، چاکی معلم را با ضربات چاقو به او می‌کشد، اما اندی موفق به فرار می‌شود، اندی سعی می‌کند به والدین خود در مورد چاکی هشدار دهد، اما فیل او را باور نمی‌کند و به فکر بازگرداندن او به مرکز پرورشی است.
آن شب، اندی مخفیانه به زیرزمین می‌رود تا چاکی را با یک چاقوی برقی نابود کند، اما عروسک بر او حمله‌ور می‌شود هنگامی که فیل برای بررسی این هیاهو وارد می‌شود، چاکی او را به زمین می‌اندازد و باعث می‌شود فیل بیفتد و گردنش بشکند جوآن بلافاصله اندی را سرزنش می‌کند و او را به مرکز پرورش می‌فرستد، کایل در حین گشت در حیاط متوجه می‌شود که «تامی» در بیرون دفن شده است و می‌فهمد که اندی در تمام مدت حقیقت را گفته است او با عجله به خانه می‌رود، اما متوجه می‌شود که چاکی قبلاً جوآن را کشته است، چاکی به کایل حمله می‌کند و او را مجبور می‌کند تا به مرکز پرورش دهندگان بروند در آنجا، چاکی با کشیدن زنگ هشدار آتش، ساختمان را تخلیه می‌کند، او گریس را با چاقو می‌کشد و اندی را مجبور می‌کند که او را به کارخانه Play Pals ببرد تا آواز وودو را بر تمامی عروسکها اجرا کند، کایل آنها را تا کارخانه تعقیب می‌کند اما نمی‌تواند آنها را پیدا کند، چاکی اندی را بیهوش می‌کند و آواز را اجرا می‌کند، با این حال شکست می‌خورد زیرا زمان زیادی را در بدن عروسک خود گذرانده است و اکنون برای همیشه در دام افتاده، چاکی بسیار خشمگین می‌شود و تصمیم می‌گیرد انتقام بگیرد، اندی و کایل را در کارخانه تعقیب می‌کند و قصد دارد هر دو را بکشد، کایل دری را روی دست چاکی می‌بندد و دستش قط می‌شود، پس از اینکه چاکی یک کارگر کارخانه را به قتل می‌رساند، کایل و اندی موفق می‌شوند او را در یک ماشین خط مونتاژ غول‌پیکر به دام بیاندازند که بدنش را له کرده و ظاهراً او را می‌کشد اما چاکی موفق می‌شود با بریدن پاهای خود از دستگاه فرار کند و دوباره حمله کند و کایل را بیهوش می‌کند، اندی با باز کردن شلنگ پلاستیک مذاب به روی چاکی می‌گیرد و اورا دوباره می‌کشد و کایل بیهوش را نجات می‌دهد، آن دو به چاکی نیمه ذوب شده نزدیک می‌شوند که ناگهان دوباره به آنها حمله می‌کند.
در طول مبارزه، کایل یک شلنگ هوای پرفشار را وارد دهانش می‌کند و سرش آنقدر باد می‌کند که منفجر می‌شود و سر او را از بدن جدا می‌کند، اندی و کایل از کارخانه خارج می‌شوند و فیلم به پایان می‌رسد.

## بازیگران
- کریستین الیز در نقش کایل
- جنی اگاتر در نقش جوآن سیمپسون
- گریت گراهام در نقش فیل سیمپسون
- گریس زابریسکی در نقش گریس پول
- پیتر هسکل در نقش سالیوان
- بت گرانت در نقش کترول
- گرگ گرمن در نقش متسون
- ادان گروس در نقش تامی (عروسک)
- براد دوریف در نقش چاکی

## دنباله
دنباله این قسمت با نام بازی بچگانه ۳ منتشر شد.